# Rimma Jurowska
Rimma Jakowlewna Jurowska (ros. Римма Яковлевна Юровская, ur. 27 września 1898 w Teodozji, zm. 6 września 1980 w Leningradzie) – radziecka działaczka partyjna i komsomolska.

## Życiorys
Była córką Jakowa. Od kwietnia 1917 należała do SDPRR(b), w sierpniu 1917 została przewodniczącą Uralskiego Socjalistycznego Związku Młodzieży "III Międzynarodówka" w Jekaterynburgu, od marca 1918 do stycznia 1919 służyła w Armii Czerwonej, jednocześnie była przewodniczącą Uralskiego Obwodowego Komitetu Związków Młodzieży Robotniczej. W lutym 1919 została przewodniczącą wiackiego gubernialnego komitetu Komsomołu, 1919 była przewodniczącą jekaterynburskiego gubernialnego komitetu Komsomołu i redaktorem pisma "Junyj Proletarij Urala", od 8 października 1919 do 2 października 1920 sekretarzem Prezydium KC Komsomołu, a 1920-1921 przewodniczącą Południowo-Wschodniego Biura KC Komsomołu. W latach 1921–1924 studiowała na Komunistycznym Uniwersytecie im. Jakowa Swierdłowa, 1924-1926 pracowała w Grupie Propagandystów KC RKP(b)/WKP(b) w obwodzie uralskim, potem kierowała Wydziałem Agitacyjno-Propagandowym 1 Komitetu Rejonowego WKP(b) w Swierdłowsku, następnie do 1930 była instruktorem i kierownikiem Wydziału Organizacyjnego Komitetu Obwodowego WKP(b) w Swierdłowsku. W latach 1930–1932 kierowała wydziałem Komitetu Miejskiego WKP(b) w Permie, 1932-1934 kierowała wydziałem 4 Komitetu Rejonowego WKP(b) w Swierdłowsku, 1934 została sekretarzem komitetu WKP(b) fabryki im. Lenina w Woroneżu, potem do 1937 była sekretarzem Woroszyłowskiego Komitetu Rejonowego WKP(b) w Woroneżu, a 1937 kierowała Wydziałem Przemysłowo-Transportowym Rostowskiego Komitetu Miejskiego WKP(b).
W 1937 została aresztowana, w marcu 1938 skazana na 20 lat łagru w Karagandzie, 1946-1950 pracowała w sowchozie podległemu łagrowi w Karagandzie, później jako ekonomistka w stanicy maszynowo-traktorowej w obwodzie południowokazachstańskim, później księgowa w sowchozie, 1956 została zwolniona, zrehabilitowana i przywrócona w prawach członka partii i jednocześnie otrzymała emeryturę. Była odznaczona Orderem Lenina i Orderem Rewolucji Październikowej